# Lista över fornlämningar i Hudiksvalls kommun (Idenor)
Lista över fornlämningar i Hudiksvalls kommun (Idenor) är en förteckning av ett urval av de fornlämningar som finns i Idenor i Hudiksvalls kommun.
| Namn                        | Lämningstyp                      | Tillkomsttid | Historisk indelning | Plats | Läge                 | ID-nr          | Bild                                 |
| --------------------------- | -------------------------------- | ------------ | ------------------- | ----- | -------------------- | -------------- | ------------------------------------ |
| Idenor 5:1                  | Röse                             |              | Idenor, Hälsingland |       | 61.658610, 17.129434 | 10241700050001 | Ladda upp en bild av detta fornminne |
| Idenor 5:2                  | Röse                             |              | Idenor, Hälsingland |       | 61.658527, 17.129601 | 10241700050002 | Ladda upp en bild av detta fornminne |
| Idenor 9:1                  | Hög                              |              | Idenor, Hälsingland |       | 61.704090, 17.085718 | 10241700090001 | Ladda upp en bild av detta fornminne |
| Idenor 10:1                 | Hög                              |              | Idenor, Hälsingland |       | 61.704216, 17.087207 | 10241700100001 | Ladda upp en bild av detta fornminne |
| Idenor 11:1                 | Hög                              |              | Idenor, Hälsingland |       | 61.703150, 17.088107 | 10241700110001 | Ladda upp en bild av detta fornminne |
| Idenor 11:2                 | Hög                              |              | Idenor, Hälsingland |       | 61.703268, 17.088185 | 10241700110002 | Ladda upp en bild av detta fornminne |
| Idenor 12:1                 | Hög                              |              | Idenor, Hälsingland |       | 61.703810, 17.097665 | 10241700120001 | Ladda upp en bild av detta fornminne |
| Idenor 12:2                 | Hög                              |              | Idenor, Hälsingland |       | 61.703842, 17.097855 | 10241700120002 | Ladda upp en bild av detta fornminne |
| Idenor 12:3                 | Hög                              |              | Idenor, Hälsingland |       | 61.703647, 17.098264 | 10241700120003 | Ladda upp en bild av detta fornminne |
| Idenor 13:1                 | Hög                              |              | Idenor, Hälsingland |       | 61.703199, 17.099550 | 10241700130001 | Ladda upp en bild av detta fornminne |
| Idenor 13:2                 | Hög                              |              | Idenor, Hälsingland |       | 61.703103, 17.099687 | 10241700130002 | Ladda upp en bild av detta fornminne |
| Idenor 15:1                 | Hög                              |              | Idenor, Hälsingland |       | 61.700512, 17.110933 | 10241700150001 | Ladda upp en bild av detta fornminne |
| Idenor 16:1                 | Hög                              |              | Idenor, Hälsingland |       | 61.700698, 17.108225 | 10241700160001 | Ladda upp en bild av detta fornminne |
| Idenor 16:2                 | Hög                              |              | Idenor, Hälsingland |       | 61.700759, 17.108433 | 10241700160002 | Ladda upp en bild av detta fornminne |
| Idenor 16:3                 | Hög                              |              | Idenor, Hälsingland |       | 61.700737, 17.108535 | 10241700160003 | Ladda upp en bild av detta fornminne |
| Idenor 16:4                 | Hög                              |              | Idenor, Hälsingland |       | 61.700603, 17.108764 | 10241700160004 | Ladda upp en bild av detta fornminne |
| Idenor 17:1                 | Hög                              |              | Idenor, Hälsingland |       | 61.695651, 17.123886 | 10241700170001 | Ladda upp en bild av detta fornminne |
| Idenor 17:2                 | Hög                              |              | Idenor, Hälsingland |       | 61.695795, 17.123870 | 10241700170002 | Ladda upp en bild av detta fornminne |
| Idenor 17:3                 | Hög                              |              | Idenor, Hälsingland |       | 61.695698, 17.124080 | 10241700170003 | Ladda upp en bild av detta fornminne |
| Idenor 18:1                 | Hög                              |              | Idenor, Hälsingland |       | 61.696034, 17.121705 | 10241700180001 | Ladda upp en bild av detta fornminne |
| Idenor 20:1                 | Hög                              |              | Idenor, Hälsingland |       | 61.703083, 17.100504 | 10241700200001 | Ladda upp en bild av detta fornminne |
| Idenor 21:1                 | Stensättning                     |              | Idenor, Hälsingland |       | 61.692889, 17.110886 | 10241700210001 | Ladda upp en bild av detta fornminne |
| Idenor 24:1                 | Gravfält                         |              | Idenor, Hälsingland |       | 61.706577, 17.107458 | 10241700240001 | Ladda upp en bild av detta fornminne |
| Idenor 24:2                 | Husgrund, förhistorisk/medeltida |              | Idenor, Hälsingland |       | 61.706550, 17.107773 | 10241700240002 | Ladda upp en bild av detta fornminne |
| Idenor 24:3                 | Husgrund, förhistorisk/medeltida |              | Idenor, Hälsingland |       | 61.706668, 17.107465 | 10241700240003 | Ladda upp en bild av detta fornminne |
| Idenor 28:1                 | Röse                             |              | Idenor, Hälsingland |       | 61.701088, 17.118842 | 10241700280001 | Ladda upp en bild av detta fornminne |
| Idenor 28:2                 | Stensättning                     |              | Idenor, Hälsingland |       | 61.701103, 17.118683 | 10241700280002 | Ladda upp en bild av detta fornminne |
| Idenor 29:1                 | Gravfält                         |              | Idenor, Hälsingland |       | 61.701725, 17.116154 | 10241700290001 | Ladda upp en bild av detta fornminne |
| Idenor 30:1                 | Gravfält                         |              | Idenor, Hälsingland |       | 61.704462, 17.101895 | 10241700300001 | Ladda upp en bild av detta fornminne |
| Idenor 31:1                 | Hög                              |              | Idenor, Hälsingland |       | 61.703816, 17.101499 | 10241700310001 | Ladda upp en bild av detta fornminne |
| Idenor 32:1                 | Hög                              |              | Idenor, Hälsingland |       | 61.705187, 17.109612 | 10241700320001 | Ladda upp en bild av detta fornminne |
| Idenor 34:1                 | Gravfält                         |              | Idenor, Hälsingland |       | 61.695723, 17.128798 | 10241700340001 | Ladda upp en bild av detta fornminne |
| Idenor 35:1                 | Hög                              |              | Idenor, Hälsingland |       | 61.695286, 17.130885 | 10241700350001 | Ladda upp en bild av detta fornminne |
| Idenor 35:2                 | Hög                              |              | Idenor, Hälsingland |       | 61.695379, 17.130711 | 10241700350002 | Ladda upp en bild av detta fornminne |
| Idenor 36:1                 | Hög                              |              | Idenor, Hälsingland |       | 61.690442, 17.125082 | 10241700360001 | Ladda upp en bild av detta fornminne |
| Idenor 36:2                 | Stensättning                     |              | Idenor, Hälsingland |       | 61.690540, 17.125116 | 10241700360002 | Ladda upp en bild av detta fornminne |
| Idenor 36:3                 | Stensättning                     |              | Idenor, Hälsingland |       | 61.690423, 17.124859 | 10241700360003 | Ladda upp en bild av detta fornminne |
| Idenor 38:1                 | Röse                             |              | Idenor, Hälsingland |       | 61.668301, 17.174906 | 10241700380001 | Ladda upp en bild av detta fornminne |
| Idenor 40:1                 | Röse                             |              | Idenor, Hälsingland |       | 61.682446, 17.198735 | 10241700400001 | Ladda upp en bild av detta fornminne |
| Idenor 41:1                 | Hög                              |              | Idenor, Hälsingland |       | 61.682770, 17.197130 | 10241700410001 | Ladda upp en bild av detta fornminne |
| Idenor 42:1                 | Röse                             |              | Idenor, Hälsingland |       | 61.674979, 17.158862 | 10241700420001 | Ladda upp en bild av detta fornminne |
| Idenor 45:1                 | Röse                             |              | Idenor, Hälsingland |       | 61.679667, 17.238368 | 10241700450001 | Ladda upp en bild av detta fornminne |
| Idenor 45:2                 | Röse                             |              | Idenor, Hälsingland |       | 61.679651, 17.238571 | 10241700450002 | Ladda upp en bild av detta fornminne |
| Idenor 45:3                 | Röse                             |              | Idenor, Hälsingland |       | 61.679618, 17.239082 | 10241700450003 | Ladda upp en bild av detta fornminne |
| Batteriudden (Idenor 48:1)  | Fästning/skans                   |              | Idenor, Hälsingland |       | 61.671852, 17.256555 | 10241700480001 | Ladda upp en bild av detta fornminne |
| Idenor 49:1                 | Röse                             |              | Idenor, Hälsingland |       | 61.665497, 17.248099 | 10241700490001 | Ladda upp en bild av detta fornminne |
| Idenor 49:3                 | Stensättning                     |              | Idenor, Hälsingland |       | 61.665403, 17.248525 | 10241700490003 | Ladda upp en bild av detta fornminne |
| Idenor 49:4                 | Stensättning                     |              | Idenor, Hälsingland |       | 61.665562, 17.247786 | 10241700490004 | Ladda upp en bild av detta fornminne |
| Idenor 50:1                 | Hög                              |              | Idenor, Hälsingland |       | 61.693583, 17.130916 | 10241700500001 | Ladda upp en bild av detta fornminne |
| Idenor 51:1                 | Röse                             |              | Idenor, Hälsingland |       | 61.666211, 17.237958 | 10241700510001 | Ladda upp en bild av detta fornminne |
| Idenor 52:1                 | Stensättning                     |              | Idenor, Hälsingland |       | 61.667195, 17.238170 | 10241700520001 | Ladda upp en bild av detta fornminne |
| Idenor 52:2                 | Stensättning                     |              | Idenor, Hälsingland |       | 61.667182, 17.238394 | 10241700520002 | Ladda upp en bild av detta fornminne |
| Idenor 63:2                 | Husgrund, förhistorisk/medeltida |              | Idenor, Hälsingland |       | 61.692608, 17.128496 | 10241700630002 | Ladda upp en bild av detta fornminne |
| Idenor 71:1                 | Röse                             |              | Idenor, Hälsingland |       | 61.680403, 17.235040 | 10241700710001 | Ladda upp en bild av detta fornminne |
| Idenor 71:2                 | Röse                             |              | Idenor, Hälsingland |       | 61.680412, 17.234879 | 10241700710002 | Ladda upp en bild av detta fornminne |
| Idenor 71:3                 | Stensättning                     |              | Idenor, Hälsingland |       | 61.680385, 17.234747 | 10241700710003 | Ladda upp en bild av detta fornminne |
| Idenor 72:1                 | Röse                             |              | Idenor, Hälsingland |       | 61.680728, 17.233198 | 10241700720001 | Ladda upp en bild av detta fornminne |
| Idenor 76:1                 | Stensättning                     |              | Idenor, Hälsingland |       | 61.679497, 17.177963 | 10241700760001 | Ladda upp en bild av detta fornminne |
| Idenor 76:2                 | Stensättning                     |              | Idenor, Hälsingland |       | 61.679494, 17.178337 | 10241700760002 | Ladda upp en bild av detta fornminne |
| Idenor 76:3                 | Stensättning                     |              | Idenor, Hälsingland |       | 61.679482, 17.178608 | 10241700760003 | Ladda upp en bild av detta fornminne |
| Idenor 81:1                 | Hög                              |              | Idenor, Hälsingland |       | 61.703730, 17.120200 | 10241700810001 | Ladda upp en bild av detta fornminne |
| Idenor 81:2                 | Hög                              |              | Idenor, Hälsingland |       | 61.703769, 17.120419 | 10241700810002 | Ladda upp en bild av detta fornminne |
| Idenor 88:1                 | Hög                              |              | Idenor, Hälsingland |       | 61.700730, 17.109269 | 10241700880001 | Ladda upp en bild av detta fornminne |
| Idenor 88:2                 | Hög                              |              | Idenor, Hälsingland |       | 61.700763, 17.109491 | 10241700880002 | Ladda upp en bild av detta fornminne |
| Idenor 89:1                 | Gravfält                         |              | Idenor, Hälsingland |       | 61.697504, 17.078034 | 10241700890001 | Ladda upp en bild av detta fornminne |
| Idenor 90:1                 | Hög                              |              | Idenor, Hälsingland |       | 61.697974, 17.077029 | 10241700900001 | Ladda upp en bild av detta fornminne |
| Idenor 92:1                 | Stensättning                     |              | Idenor, Hälsingland |       | 61.663914, 17.245330 | 10241700920001 | Ladda upp en bild av detta fornminne |
| Idenor 93:1                 | Stensättning                     |              | Idenor, Hälsingland |       | 61.671548, 17.198751 | 10241700930001 | Ladda upp en bild av detta fornminne |
| Idenor 93:2                 | Stensättning                     |              | Idenor, Hälsingland |       | 61.671582, 17.198994 | 10241700930002 | Ladda upp en bild av detta fornminne |
| se kommentar (Idenor 100:1) | Fiskeläge                        |              | Idenor, Hälsingland |       | 61.618481, 17.384529 | 10241701000001 | Ladda upp en bild av detta fornminne |
| Idenor 204                  | Ristning, medeltid/historisk tid |              | Idenor, Hälsingland |       | 61.685008, 17.135070 | 12000000047733 | Ladda upp en bild av detta fornminne |
| Idenor 209                  | Stensättning                     |              | Idenor, Hälsingland |       | 61.620814, 17.374647 | 12000000096825 | Ladda upp en bild av detta fornminne |
| Idenor 212                  | Stensättning                     |              | Idenor, Hälsingland |       | 61.620814, 17.374647 | 12000000096828 | Ladda upp en bild av detta fornminne |